# Grzegorz Krychowiak
Grzegorz Krychowiak (Gryfice, 29. siječnja 1990.) poljski je nogometaš. Trenutačno igra za ciparski klub Anorthosis Famagusta. 
Iz omladinske škole Bordeauxa je prešao u prvu momčad tog kluba, gdje je nekoliko godina proveo na posudbe u Stade Reimsu i FC Nantesu. Za 4,5 milijuna eura je Krychowiak potpisao za andaluzijsku Sevillu, gdje je osvojio Europsku ligu UEFA-e dva puta zaredom. Iz Seville je se pridružio Paris Saint-Germainu po zagovoru trenera Unai Emeryja. Iz pariškog kluba je otišao na dvije posudbe, prvi u West Bromwich Albion, drugi u moskovski Lokomotiv. Nakon jedne sezone je potpisao višegodišnji ugovor s Lokomotiv Moskvom.
Za poljsku nogometnu reprezentaciju je debitirao u 2008. godini i skupio je preko 60 nastupa za domovinu. Predstavljao je Poljsku na Europsko prvenstvo u 2016. godini.

## Klupska karijera

### Francuska
U studenom 2009. godine je se Krychowiak pridružio Stade Reimsu do kraja sezone. Postao je ubrzo regularni član francuske momčadi, s kojom je krajem te sezone izborio plasman u Ligue 2. Bordeaux i Stade Reims su potom produžili njegovu posudbu na još jednu godinu. U svojoj prvoj sezoni u Ligue 2 je proglašen za najbljeg igrača Stade Reimsa te sezone od strane navijača. U studenom 2011. godine je Krychowiak ponovno otišao na posudbu u FC Nantes.
U lipnju 2012. godine je Krychowiak potpisao trogodišnji ugovor sa svojim starim klubom Stade Reims.

### Sevilla
Španjolski prvoligaš Sevilla je platila 4,5 milijuna eura Stade Reimsu za Poljaka u srpnju 2014. godine. Krychowiak je debitirao za Sevillu 12. kolovoza 2014. u završnici Superkupa UEFA-e u Walesu, gdje je Real Madrid odnio naslov. Krychowiak je odigrao cijelu utakmicu. U završnici Europske lige u 2015. protiv Dnjipra je Krychowiak zatresao mrežu u 28. minuti u rodnoj zemlji, gdje su na kraju Španjolci slavili s 3:2. Krychowiak je tako postao četvrti poljski nogometaš koji je osvojio Europsku ligu. Poljski veznjak je se također našao u najbolju momčad La Lige te sezone, kao jedini igrač Seville. 2015./16. sezonu je započeo u finalu Superkupa UEFA-e protiv Barcelone u prvih jedanaest. Krychowiak je igrao 120 minuta sa slomljenim rebrima.

### Paris Saint-Germain
Francuski nogometni prvak Paris Saint-Germain potvrdio je dolazak poljskog reprezentativca u srpnju 2016. godine. Krychowiak je potpisao petogodišnji ugovor s Parižanima. Poljak je koštao Francuze 30 milijuna eura i drugo je pojačanje trenera Unaija Emeryja, koji ga je vodio u Sevilli. Krychowiak je debitirao za parišku momčad u prijateljskom susretu protiv Leicester Cityja u kolovozu 2016. godine.

### West Bromwich Albion
Kolovoza 2017. bio je posuđen u West Bromwich Albion. Za engleski klub je službeno debitirao 9. rujna 2017. godine u 3:1 porazu.

### Lokomotiv Moskva
U srpnju 2018. godine je ruski nogometni klub FK Lokomotiv Moskva posudio Krychowiaka na jednu sezonu. Krychowiak je debitirao u Premijer ligi za moskovski klub dana 4. kolovoza te godine u neriješenom dvoboju protiv gradskog rivala Spartak Moskve. Isti mjesec je zabio svoj prvijenac i jedini gol utakmice u susretu protiv samarske Krylje Sovjetov. U srpnju 2019. godine je Krychowiak prešao iz pariškog kluba u Lokomotiv Moskvu za 12,5 milijuna eura.

## Reprezentativna karijera
Za poljsku nogometnu reprezentaciju je debitirao u 2008. godini i skupio je preko 60 nastupa za domovinu. U prosincu 2008. godine je odigrao prvu utakmici za domovinu protiv Srbije. Svoj prvi podogak za reprezentaciju je zabio Gruziji u kvalifikacijama za Europsko prvenstvo u 2016. u studenom 2014. godine. Poljski nogometni izbornik objavio je u svibnju 2016. popis za nastup na Europskom prvenstvu u Francuskoj, na kojem je se nalazio Krychowiak. U prvoj utakmici na Europskom prvenstvu protiv Sjeverne Irske je desetka reprezentacije odigrala cijelu utakmicu. U narednim utakmicama je Krychowiak svaku utakmicu započeo u prvih jedanaest, do ispadanja protiv Portugala u četvrtfinalu.